# ولادیمیر استکلوف
 ولادیمیر استکلوف (روسی: Влади́мир Андре́евич Стекло́в؛ زاده ۹ ژانویهٔ ۱۸۶۴ درگذشته ۳۰ مه ۱۹۲۶) یک دانشمند اهل روسیه بود.